# Doctrine policière
Pour les articles homonymes, voir Doctrine.
La doctrine d'action policière ou plus simplement doctrine policière (parfois également doctrine d'emploi), est l'ensemble des règles régissant l'organisation et les gestes à adopter des membres des forces de police dans le cadre des missions de maintien de l'ordre.
La police de sécurité du quotidien est ainsi une doctrine d'emploi de la police française, mise en place en France sous le gouvernement Philippe, en 2017, et rectifiée en 2018.
Ces règles peuvent par exemple régir la création d'unités, chargées de se mêler de façon discrète aux manifestants, afin de pouvoir mieux en contrôler les mouvements.
Elle peut être adaptée à des contraintes géographiques, comme dans le cas des quartiers défavorisés, considérés par certains gouvernements comme plus sensibles et plus propice à la violence.